# Контент-стратегія
Контент-стратегія (англ. Content Strategy: Content - вміст, наповнення; Strategy - стратегія) — це застосування системного підходу до створення смислового наповнення потоку інформації, що виходить з організації (продукту).
Контент-стратегія включає в себе планування, розробку та розповсюдження інформаційного наповнення через різноманітні медіа (засоби мовлення).
Тобто інформація подана на сайті, написана на упаковці кефіру, озвучена у рекламі чи прес-релізі має бути узгоджена і направлена на досягнення стратегічної мети: наприклад, позиціюванню цієї марки кефіру, як надзвичайно корисного продукту.
Контент-стратегія є одним з напрямків проектування враження користувача (user experience). Але також тісно пов'язана з маркетингом, керуванням вмісту вебсайтів та бізнес-аналізом.